# غزستان (زرين أردكان)
غزستان (بالفارسية: گزستان) هي قرية تقع في إيران في Zarrin Rural District. يقدر عدد سكانها بـ 17 نسمة .